# Liotella indigens
Liotella indigens es una especie de molusco gasterópodo de la familia Liotiidae. 

## Distribución geográfica
Se encuentra en Nueva Zelanda